# Retimno
Retimno (grčki: Ρέθυμνο), je grad od oko 40 000 stanovnika, i sjedište istoimene prefekture Retimno na grčkom otoku Kreti. Grad je iznikao iz antičkih naselja; Rhithymna i Arsinoa, ali nije bio nikakav značajniji minojski centar. Ali bio je ipak dovoljno snažan i značajan da kuje vlastiti novac, motiv s jednog novčića (dva delfina u krugu) dio je suvremenog gradskog grba. 

## Povijest grada
Okolica grada Retimna je bogata nalazištima koja sežu do minojskog doba, tako je najveće takvo nalazište Kydonia zapadno od grada.
Osobit rast i razvoj Retimno je doživio za mletačke vladavine nad otokom, oni su odlučili od Retimna napraviti posredničko trgovačko središte, između gradova Heraklion i Hania. Retimno je tada postao i biskupsko sjedište, a zatim i sjedište lokalne vlastele. Današnji ostatci starog grada (palia poli) podignuti su gotovo u cijelosti za mletačke uprave, i spadaju u red najbolje očuvanih povijesnih središta u cijeloj Grčkoj.
Grad još i danas odiše svojim aristokratskim ozračjem, sa svojim kućama građenim većinom u XVI. st., s kamenim lunetama iznad ulaznih vrata, kamenim vanjskim stepenicama, bizantinskim i grčko-rimskim ostavštinama, uskim uličicama i mletačkom lukom.

## Znamenitosti grada
Iznad grada još uvijek dominira mletačka utvrda Fortezza, jedna od najbolje uščuvanih tvrđava na cijelom otoku Kreti. Od drugih znamenitosti valja istaknuti džamiju Neratze (bivšu katoličku crkvu Sv. Katerine), Veliku luku (Megali porta), Ratnu luku (Porta Guerra), Trg Rimondi i Gradsku loggiu (u venecijanskom stilu).

## Gospodarstvo/školstvo
Gospodarstvo Retimna većinom je vezano uz turizam koji se razvija posljednjih desetljeća XX st. Poljoprivreda je druga gospodarska grana po važnosti, od toga naročito maslinarstvo, kao i uzgoj drugog mediteranskog bilja. 
Današnji Retimno je i sve značajnije obrazovno središte, jer u njemu djeluju Filozofska škola, Sveučilišna knjižnica (Kretskog sveučilišta) kao i Studij sociologije i političkih znanosti sa svojih 8000 studenata iz Instituta Mediteranskih studija.

## Vanjske poveznice
- Prefektura Rethimno - Službene stranice